# Bonnie Blair
Bonnie Kathleen Blair (Cornwall, 18 marzo 1964) è un'ex pattinatrice di velocità su ghiaccio statunitense.
È stata la più veloce pattinatrice di velocità della seconda metà degli anni 1980 e della prima metà degli anni 1990, e una delle atlete più titolate in tutta la storia dei Giochi olimpici estivi e invernali. Partecipò con la nazionale degli Stati Uniti a quattro Olimpiadi, nelle quali vinse cinque medaglie d'oro e una di bronzo.

## Biografia
Bonnie Blair è nata a Cornwall, nello stato di New York, ma è cresciuta a Champaign, nell'Illinois. Dopo la laurea, si trasferì a Milwaukee, nel Wisconsin, per allenarsi con la squadra statunitense di pattinaggio su ghiaccio.
La Blair partecipò alle Olimpiadi per la prima volta a Sarajevo 1984. Non vinse medaglie ma ottenne un promettente ottavo posto nei 500 metri, a soli 19 anni. A Calgary 1988 vinse i 500 metri, con il record mondiale di 39,1 secondi, e arrivò terza nei 1000 metri. A Albertville 1992 vinse di nuovo, sia nei 500 sia nei 1000 metri (1:21,90).
Come gli altri atleti della sua epoca, la Blair si giovò di un cambiamento delle regole olimpiche. Nel 1986 il Comitato Olimpico Internazionale aveva stabilito di sfasare di due anni i Giochi olimpici estivi e quelle invernali. Di conseguenza, i successivi giochi olimpici si tennero soltanto due anni dopo, anziché quattro, nel 1994 a Lillehammer. I XVII Giochi olimpici invernali furono una sorta di incoronazione per Bonnie Blair: vinse di nuovo i 500 metri (39,29) e i 1000 metri (1:18,74), dominando gli avversari. Nei 500 metri vinse con un vantaggio di 36 centesimi, nei 1000 metri con un vantaggio di 1 secondo e 38 centesimi, il distacco più alto nella storia della gara. Diventò anche la prima donna americana a vincere cinque medaglie d'oro.
Dopo le olimpiadi di Lillehammer, continuò a gareggiare. Nel marzo del 1994 stabilì un altro record mondiale nei 500 metri, diventando la prima donna a scendere sotto i 39 secondi (38,99). Il 18 marzo 1995 disputò la sua ultima gara, stabilendo il record americano dei 1000 metri (1:18,05).
Dopo essersi ritirata dalla competizioni, ha sposato il compagno di squadra Dave Cruikshank. Attualmente sostiene varie attività di beneficenza attraverso il Bonnie Blair Charitable Fund.
Bonnie Blair ha vinto diversi premi prestigiosi, compreso il Premio Sullivan nel 1992 e il titolo di sportivo dell'anno di Sports Illustrade nel 1994, insieme con un altro pattinatore di velocità, il norvegese Johann Olav Koss. Nel 1994 fu anche scelta da Associated Press come atleta femminile dell'anno.
Nel 2004 è entrata nella United States Olympic Hall of Fame. Al momento, è l'atleta americana più titolata alle olimpiadi invernali. È anche una dei soli sei atleti che hanno vinto 3 medaglie d'oro consecutive alle olimpiadi invernali, insieme con la norvegese Sonja Henie (1928-36) e lo svedese Gillis Grafström (1920-28) nel pattinaggio di figura, il tedesco dell'est Ulrich Wehling (1972-80) nella combinata nordica, il tedesco Georg Hackl (1992-98) nello slittino e il norvegese Bjørn Dæhlie (1992-98) nello sci di fondo.

## Palmarès

### Giochi olimpici invernali
- 6 medaglie:
  - 5 ori (500 m a Calgary 1988; 500 m, 1000 m a Albertville 1992; 500 m, 1000 m a Lillehammer 1994)
  - 1 bronzo (1000 m a Calgary 1988)

### Campionati mondiali di pattinaggio di velocità - Sprint
- 9 medaglie:
  - 3 ori (Heerenveen 1989, Calgary 1994, Milwaukee 1995)
  - 4 argenti (Sainte Foy 1987, Tromsø 1990, Oslo 1992, Ikaho 1993)
  - 2 bronzi (Karuizawa 1986, West Allis 1988)